# Jumpin’ Jack Flash
Jumpin’ Jack Flash ist ein Rocksong der britischen Band The Rolling Stones aus dem Jahr 1968, den Mick Jagger und Keith Richards schrieben. Das Stück wurde unter anderem in Großbritannien und Deutschland ein Nummer-eins-Hit.

## Entstehung
Jumpin’ Jack Flash gilt als eine der wichtigsten Aufnahmen der Rolling Stones. Ohne diesen Hit wäre ihre zu diesem Zeitpunkt absteigende Karriere – der letzte größere Hit Let’s Spend the Night Together lag bereits über ein Jahr zurück, der letzte Nummer-eins-Hit in England, Paint It Black, sogar schon über zwei Jahre – vermutlich weit weniger spektakulär verlaufen.
Das Lied wurde im März und April 1968 aufgenommen und zunächst nur als Single mit der B-Seite Child of the Moon, geschrieben von Jagger und Richards, veröffentlicht. Die Aufnahme war auch der Einstand für Jimmy Miller als wichtigstem Produzenten der Band. In Großbritannien erschien die Single am 24. Mai 1968 und kam dort auf Platz 1 der Charts. Auch in Deutschland rangierte das Lied auf Platz 1 der Single-Charts. In den USA erschien die Single am 1. Juni 1968 und erreichte Platz 3. Im Jahr 1968 drehte der Regisseur Michael Lindsay-Hogg mit der Band ein Video zum Lied. Das erste Album, auf dem das Lied veröffentlicht wurde, war Through the Past, Darkly (Big Hits Vol. 2) im Jahr 1969.
Keith Richards spielte wie bei Street Fighting Man eine offen gestimmte akustische Gitarre, die er mit einem übersteuerten Kassettenrekorder aufnahm. Das Gitarrenriff bzw. Bassriff, das, so Bill Wyman in seiner Autobiografie, auf eine von ihm am Keyboard entwickelte Grundidee zurückgeht, verwandelte Richards während der Aufnahmen zum Album Beggars Banquet in den Olympic Studios in London in einen gut dreieinhalb Minuten langen, „funkensprühenden, perfekten teuflischen Ausbruch voller roher, treibender Kraft und ursprünglicher Energie, perfektioniert durch Mick Jaggers hitzigen, schamlosen und kraftvollen Gesang“ (Steve Appleford).
Auf eine Nennung als Mitautor musste Bill Wyman allerdings verzichten. Wie fast immer bei den Rolling Stones wurden nur Mick Jagger und Keith Richards als Urheber des Liedes genannt. In seiner Autobiographie Stone Alone nennt Bill Wyman die Hintergründe: „Es passierte oft, daß Grundideen und andere Einfälle von Brian, Charlie oder mir während langer Studiosessions im Schmelztiegel landeten, aber nach ein paar Stunden oder Tagen waren die Ursprünge unserer Vorschläge verschwunden …“. In der endgültigen Fassung spielte Richards E-Bass und nicht – wie sonst üblich – Bassist Wyman, der stattdessen eine elektronische Orgel bediente.

## Bedeutung
Die Musikzeitschrift Rolling Stone platzierte den Titel 2013 in seiner Liste der 100 größten Rolling-Stones-Songs auf Rang sieben. Im Promotionsvideo präsentierten die Musiker den Song, der in kryptischen Zeilen von einer düsteren und brutalen Kindheit voller Armut und Missbrauch erzählt, in Kriegsbemalung. Sie sahen sich alsbald wieder mit Vorwürfen konfrontiert, ihre Musik stünde unter satanischem Einfluss. Keith Richards dementiert in seiner Autobiografie, dass der Songtitel „Heroinrausch“ bedeuten würde; „Jack“ ist im Englischen ein Slangausdruck für Heroin. Tatsächlich sei Jack der Name seines Gärtners in Richards’ Landsitz Redlands gewesen, von dem der Titel als Wortspiel inspiriert gewesen sei. 1995 erläuterte Jagger dem Rolling Stone, der Text sei für ihn damals „nur eine Metapher gewesen, aus all dem Drogenzeugs rauszukommen“. An sich ist „Jumping Jack“ die englische Bezeichnung für einen Hampelmann.
Das Stück gehört zu den Standards bei den Konzerten der Rolling Stones. Eine frühe Live-Version des Liedes befindet sich auf dem 1970er-Album Get Yer Ya-Ya’s Out!.

## Rezeption
Im Buch Angst und Schrecken in Las Vegas von Hunter S. Thompson zitiert der Autor Mick Jagger mit der Zeile „I think I busted a button on my trousers“, was Mick Jagger in der Live-Version auf Get Yer Ya-Ya’s Out! sagte. In dem Film Fear and Loathing in Las Vegas (1998, mit Johnny Depp) taucht das Lied während der Schlussszene und in den Abspann hinein auf. Die Hauptfigur Raoul Duke fährt in den Sonnenuntergang und hält dabei einen Monolog.
Jumpin’ Jack Flash wurde (Stand: Mai 2022) 131-mal gecovert, darunter 1986 von Aretha Franklin und 2001 von Motörhead.

## Kommerzieller Erfolg

### Chartplatzierungen
| ChartsChartplatzierungen       | Höchstplatzierung | Wochen/ Monate |
| ------------------------------ | ----------------- | -------------- |
| Deutschland (GfK)              | 1 (3 Mt.)         | 3 Mt.          |
| Österreich (Ö3)                | 3 (4 Mt.)         | 4 Mt.          |
| Schweiz (IFPI)                 | 2 (12 Wo.)        | 12 Wo.         |
| Vereinigte Staaten (Billboard) | 3 (12 Wo.)        | 12 Wo.         |
| Vereinigtes Königreich (OCC)   | 1 (11 Wo.)        | 11 Wo.         |

| ChartsJahrescharts (1968)      | Platzierung |
| ------------------------------ | ----------- |
| Deutschland (GfK)              | 24          |
| Vereinigte Staaten (Billboard) | 50          |

### Auszeichnungen für Musikverkäufe
| Land/Region                  | Auszeichnungen für Musikverkäufe (Land/Region, Auszeichnung, Verkäufe) | Verkäufe |
| ---------------------------- | ---------------------------------------------------------------------- | -------- |
| Australien (ARIA)            | Platin                                                                 | 70.000   |
| Vereinigtes Königreich (BPI) | Gold                                                                   | 400.000  |
| Insgesamt                    | 1× Gold · 1× Platin ·                                                  | 470.000  |

Hauptartikel: The Rolling Stones/Auszeichnungen für Musikverkäufe